# Codia discolor
Codia discolor là một loài thực vật có hoa trong họ Cunoniaceae. Loài này được (Brongn. & Griseb) Guillaumin mô tả khoa học đầu tiên năm 1941.